# Нова Бухаловка
Нова Бухаловка (біл. Новая Бухалаўка) — село в Терешковицькій сільській раді Гомельському районі Гомельської області Республіки Білорусь.

## Географія

### Розташування
За 12 км від залізничної станції Уть (на лінії Гомель — Чернігів), 14 км на південь від Гомеля.

## Гідрографія
На річці Уть (притока річки Сож).

## Транспортна мережа
Транспортні зв'язки степовою, потім автомобільною дорогою Старі Яриловичі — Гомель. Планування складається з короткої прямолінійної вулиці, яка орієнтована з південного заходу на північний схід. Дерев'яні селянські садиби розташовані вздовж путівця.

## Історія
За письмовими джерелами відома з ХІХ століття. Відповідно до перепису 1897 року перебувала у Дятловицькій волості Гомельського повіту. У 1909 році 172 десятини землі. У 1926 році працював поштовий пункт, у Скитоцькій сільраді Дятловицького району Гомельського округу. У 1930 році організований колгосп «Червоний боєць», працював вітряк. Під час німецько-радянської війни 14 мешканців загинули на фронті. 1959 року у складі радгоспу «Новобілицький» (центр — село Терешковичі).

## Населення

### Чисельність
- 2009 — 26 мешканців.